# لغز كاسبر هاوزر (فلم)
لغز كاسبر هاوزر (بالألمانية: Jeder für sich und Gott gegen alle; lit. Every Man for Himself and God Against All) فيلم دراما، وتاريخ، وسيرة ذاتية من إخراج وسيناريو وإنتاج المخرج الألماني فرنر هرتزوغ عام 1974، وهو من بطولة برونو إس. ووالتر لادينجاست. يروي الفيلم ظهور شاب يدعى كاسبار هاوزر في نورمبرج عام 1828، بالكاد يستطيع الكلام أو المشي ويحمل نغمة غريبة.
صدر الفيلم إلى دور العرض في المانيا الغربية في 1 نوفمبر 1974.
صدر في فرنسا في 15 مايو 1975 (مهرجان كان السينمائي)
صدر في الولايات المتحدة في 27 سبتمبر 1975 (مهرجان نيويورك السينمائي)
صدر إلى دور العرض في الدنمارك في 6 أكتوبر 1975
عرض الفيلم في الولايات المتحدة في 8 أكتوبر 1975 (مدينة نيويورك ، نيويورك)
منح موقع قاعدة بيانات الأفلام على الإنترنت (IMDB) الفيلم درجة 7.7/ 10.

## قصة الفيلم
الفيلم يحكي قصة واقعية حدثت في ألمانيا الغربية في القرن الثامن عشر عن شاب ظهر ذات صباح في ميدان بمدينة نورنبرغ واقفا وبيده رسالة موجهة إلى قائد السرية الرابعة من فوج الفرسان السادس النقيب فون فسنيغو، ومحتوى الرسالة تقول إنه يريد أن يصبح فارسا مثل أبيه. يأخذه الأهالي بعد أن وجدوه لا يستطيع أن يتحدث إلا بجملتين ولا يعرف السير إلا بصعوبة، وبعد أن يُحتَجز في مركز الشرطة يكتشف الجميع وبصعوبة، بأنه كان محتجزًا لمدة 17 سنة في زنزانة مظلمة، احتجزه فيها شخص مجهول يرتدي السواد منذ ولادته، وكان يحضر تحت جنح الظلام ليمده بطعام من خبز وماء فقط، ومع الأحداث يتبناه فيلسوف وشاعر ألماني ليعلمه، ولكنه يظل رافض لواقع المدينة. يهاجمه مجهول ويتركه جريحا وغائبا عن الوعي. كان كاسبار دائما يحكي عن رؤيا يرى فيها البرابرة في الصحراء الكبرى وهم يموتون. يعود المجهول ليهاجمه مرة ثانية ليتركه قتيلا، وبعد تشريح الجثة يظهر أن هناك تضخم بالكبد والمخيخ.

## الممثلون
- برونو إس: في دور كاسبار هاوزر
- والتر لادنجاست: في دور البروفيسور جورج فريدريش دومر
- بريجيت ميرا: في دور السيدة كاثي (مدبرة منزل للبروفيسور دومر)
- رينهارد هوف: في دور مزارع
- هربرت فريتش: في دور العمدة
- فلوريان فريك: في دور إم فلوريان (عازف البيانو الأعمى)
- هنري فان ليك: في دور قائد سلاح الفرسان
- ويلي سيميلروج: في دور مدير السيرك
- مايكل كروشر: في دور اللورد ستانهوب
- هانز موسوس: في دور رجل مجهول
- فولكر بريشتيل: في دور هيلتل (حارس السجن)
- غلوريا دور: في دور فراو هيلتل
- ماركوس ويلر: في دور يوليوس
- هربرت أشترنبوش: في دور منوم الدجاج البافاري
- فولفجانج باور: في دور مزارع
- ويلهلم باير: في دور المزارع الساخر
- فرانز برومباخ: في دور مدرب الدب
- يوهانس بوزالسكي: في دور مفتش شرطة
- هيلموت دورينج: في دور الملك الصغير
- إينو باتالاس: في دور القس فورمان
- كليمنس شيتز: في دور الكاتب
- ألفريد إديل: في دور أستاذ المنطق
- آندي جوتوالد: في دور موتسارت الشاب[15][16]

قدم فرنر هرتزوغ الممثل برونو إس. لبطولة هذا الفيلم، وهو الممثل الذي قضى فترة من طفولته في مصحة عقلية، وقد شاهده هرتزوغ في فيلم وثائقي عن موسيقى الشوارع. لم يتلقَ برونو أي تدريب على التمثيل وكان وقت تصوير الفيلم يبلغ 41 عام بالرغم إن كاسبر في الفيلم يبلغ من العمر 17 عام فقط، والغريب أن برونو ظل مرتديا ملابس بطل الفيلم طوال فترة التصوير.

## استقبال الفيلم وردود الافعال
أدرج روجر إيبرت الناقد المعروف هذا الفيلم ضمن قائمة الأفلام العظيمة.
دخل الفيلم مهرجان كان السينمائي عام 1975، وحصل على الجائزة الكبرى للنقاد، كما حصل على جائزتين من الجوائز الألمانية للمونتاج ولتصميم المناظر.
كتب أحمد خالد توفيق في كتابه "عشاق الأدرينالين" الصادر في 2008  متحدثاً عن فيلم "لغز كاسبر هاوزر" بعد ذكر المخرج "هيرتزوج" بأنه "مجنون تماماً لكنه عبقري" وكتب: "يرى بعض علماء النفس إن هذه القصة لا يمكن أن تكون حقيقية بحال، لأن الفتى لو عاش حياة كهذه لصار معتوهاً أو مات"، يتابع الكتاب قائلاً: "أساطير كثيرة نسجت حول "هاوزر"، منها أنه أمير بادن الذي تم استبدال طفل ميت به عند الولادة، وعاش في الأسر حتى سن السادسة عشر. بهذا أنتقل العرش من الأمير كارل  الذي لم يرزق بأبناء ذكور إلى أخيه "ليوبولد"، وتابع الكاتب: "إن هاوزر لغز حقيقي، وينطبق عليه القول: مات بسره.. لكنه خالد في ذهن الأوروبيين وقد تكرر ذكره في الأدب العالمي مراراً."

## التصوير
تم تصوير الفيلم في مقاطعة بافاريا بألمانيا الغربية بجبال هسيلبيرج، وفي الصحراء الغربية في المغرب، وأيضًا في جبال جرواك باتريج بأيرلندا.

## الموسيقى
استخدم هرتزوغ مقطوعات عالمية كلاسيكية من ألحان يوهان باتشيلبيل وموزارت وأورلان دي أسوس، وهو أحد أكثر المؤلفين استكشافا للموسيقى الدينية في منتصف القرن السادس عشر، وأيضًا مقطوعات للموسيقي الإيطالي تومازو ألبينوني.

## روابط خارجية
- مقالات تستعمل روابط فنية بلا صلة مع ويكي بيانات